# متلازمة تنفسية حادة وخيمة
المتلازمة التنفسية الحادة الوخيمة هو مرض تنفسي فيروسي (فيروس سارس) من أصل حيواني المنشأ. بدأ ظهوره في الصين وأخذ ينتشر في بلدان العالم ولاسيما في دول جنوب شرقي آسيا ليصيب ضحاياه بصعوبة التنفس والتهاب رئوي غامض. عُرف لاحقاً بمتلازمة الالتهاب الرئوي الحاد (بالإنجليزية: SARS)‏ المسبب للوفاة. يعتبر الطبيب الإيطالي كارلو أورباني هو أول من اكتشف الفيروس (فيروس سارس) وتوفي بسببهِ.
لايوجد له حتى الآن لقاح فعّال للوقاية منه. يعرف علمياً بالمتلازمة التنفسية الحادّة الوخيمة (بالإنجليزية: Severe acute respiratory syndrome)‏.

## الظهور
ظهر كتهديد عالمي في مارس/آذار من عام 2003م وسجلت أولى إصابة في شمال الصين في شهر ديسمبر/كانون الأول من عام 2002م.
يُعتبر الطبيب الإيطالي كارلو أورباني هو أول من اكتشف الفيروس وتوفي بسببه.
إتخذت مؤخرًا السلطات الصحية العالمية إجراءات عاجلة لمواجهة انتشار مرض معد يصيب الجهاز التنفسي انتقل من جنوب شرق آسيا إلى أمريكا الشمالية واصدرت منظمة الصحة العالمية تحذيرا عالميا منذ ظهور هذا النوع غير المعتاد من الالتهاب الرئوي الذي لم تُعرف أسبابه بعد في الصين وهونغ كونغ، مما أصبح يمثل هلعًا وتهديدًا عالميًا الآن. وهو مرض خطير إذ لم تتم متابعته.

## طبيعة الفيروس
يتبع لعائلة الفيروسات الإكليلية (بالإنجليزية: corona virus)‏ ويحتوي على كمية كبيرة من المعلومات الجينية، وفي كل مرة يستنسخ نفسه داخل خلية تحدث أخطاء جينية ضئيلة قد تجعله أكثر قدرة على إصابة البشر واستنساخ نفسه داخلهم. هذه الأخطاء تفيد الفيروس حسب نظرية الاصطفاء الطبيعي وتقوده إلى خلق سلالات جديدة أكثر قدرة على البقاء والانتقال بسهولة من إنسان إلى آخر.
السلالة الجديدة من هذا الفيروس الإكليلي لها خصائص مميزة جعلتها تقفز مؤخراً إلى البشر وتحيى داخل جسم الإنسان. وهناك ثمة سلالات فيروسات.
يعرف هذا المرض علميًا بالمتلازمة التنفسية الحادة.

## التشخيص
يُشتبه بالإصابة بمرض السارس عند الأشخاص الذين يعانون من:
- أي من الأعراض بما في ذلك حمّى ابتداءًا من 38 درجة مئوية ومن الممكن ان تصل إلى 43 درجة مئوية.
- انتقال العدوى:
  - اتصال جنسي أو عادي مع شخص مصاب بالسارس في غضون عشرة أيام ماضية
  - أو السفر إلى أي من المناطق التي حددتها منظّمة الصحة العالمية كمناطق انتشر فيها السارس حديثاً. (المناطق المتضررة اعتباراً من 10 مايو 2003 تتضمن أجزاء من الصين، هونغ كونغ، سنغافورة، مقاطعة اونتاريو و كندا).

## الأعراض والإصابة
يتسبّب هذا المرض من فيروس يهاجم الجهاز التنفسي، وتمتد فترة حضانته من (7-2) أيام ليصبح بعدها الشخص معديًا. تنتقل الإصابة سريعًا من خلال الاتصال المباشر مع المصابين، حيث تنتقل الفيروسات من خلال الرذاذ الذي يخرج من الجهاز التنفسي أثناء السعال وتصل إلى الأنف أو الفم أو حتى العينين[ ؟ ] وكذلك فإن ملامسة الشخص لسطح ملوث بالرذاذ تؤدي إلى إصابته بالمرض. لهذا يُنصح بمداومة غسل اليدين بالماء والصابون بين حين وأخر لتفادي العدوى.
كذلك يجب الابتعاد عن شخص يعطس فقد يكون حاملا للمرض. تلك أساسيات في الوقاية حتى مع الإنفلونزا.
ينتشر من شخص لشخص ولاسيما أثناء الزحام، ومدة حضانته من يومين لسبعة أيام. وكان العلماء يعتقدون أن العدوى يمكن أن تتم عن طريق «اتصال قريب» مثل العطس. لكنهم قد توصلوا إلى سهولة انتشار المرض على الرغم من عدم وجود اتصال واضح بين المرضى وبين آخرين مصابين بالعدوى. في بعض الحالات على الأقل، يمكن للفيروس الانتشار عن طريق الهواء أو عن طريق الإمساك بأجسام مثل مقابض الأبواب، مما يزيد من صعوبة السيطرة عليه. تنتشر السلالة الحالية من هذا الفيروس عن طريق رذاذ يخرج من الرئة مع السعال، والأطباء حالياً غير متأكدين من وجود طرق أخرى لنقل العدوى. ومن المعروف أن حامل المرض تكون يديه ملوثة بالفيروس، وعند السلام باليد مع آخرين تصبح أيديهم حاملة العدوى؛ وما يلبث أن يلامس السليم فمه أو أنفه أو عينه فتنتقل إليه العدوى، وينقله للآخرين وربما يكونون من أهل بيته.
يبدأ المرض بأعراض تشبه نزلة البرد تتحول سريعا إلى التهاب رئوي وقد أصاب العشرات في هونغ كونغ وفيتنام وسنغافورة وتايوان وإندونيسيا وتايلند مما جعل منظمة الصحة العالمية ترسل خبراء إلى آسيا لمحاولة معرفة مصدر المرض واحتوائه.

## الوقاية
أصدرت منظمة الصحة العالمية لأول مرة في تاريخها إنذاراً عالمياً بسبب المرض الذي يسببه هذا الفيروس الذي انتشر في أغلب دول آسيا، حيث تتركز حالات الإصابة. لا يزال الفيروس ينتشر في الصين على الرغم من احتوائه -جزئياً- في باقي أنحاء العالم. ويبدو أن انتشار فيروس سارس لن ينتهي في القريب، مما يزيد من المخاوف بشأن تزايد انتشار المرض.
بدأت شركة آرتاس الألمانية للصناعات الدوائية في توزيع معدات اختبار جديد للكشف عن فيروس الالتهاب الرئوي القاتل المعروف باسم سارس. ويقول خبراء الشركة إن الأداة الجديدة تمكن من تأكيد إصابة أي شخص بالمرض خلال ساعتين فقط، في حين أن الاختبارات التقليدية تستغرق أكثر من عشرة أيام. وأعلنت الشركة عن توزيع معدات اختبار فيروس سارس مجاناً. ولقد أعلن باحثون كنديون أنهم اكتشفوا التكوين الجيني للفيروس. وقد رحبت المؤسسات الطبية حول العالم بهذا الإنجاز، لكن الخبراء أجمعوا على أنه ما زال يتعين بذل جهود ضخمة لاكتشاف مصدر المرض الذي تشبه أعراضه أعراض الأنفلونزا، لوقف انتشاره.

## الخسائر
| الدولة أو المنطقة    | حالات | وفاة | نسبة الوفيات (%) |
| -------------------- | ----- | ---- | ---------------- |
| الصين                | 5,327 | 349  | 6.6              |
| هونغ كونغ            | 1,755 | 299  | 17.0             |
| تايوان               | 346   | 73   | 21.1             |
| كندا                 | 251   | 43   | 17.1             |
| سنغافورة             | 238   | 33   | 13.9             |
| فيتنام               | 63    | 5    | 7.9              |
| الولايات المتحدة     | 27    | 0    | 0                |
| الفلبين              | 14    | 2    | 14.3             |
| تايلاند              | 9     | 2    | 22.2             |
| ألمانيا              | 9     | 0    | 0                |
| منغوليا              | 9     | 0    | 0                |
| فرنسا                | 7     | 1    | 14.3             |
| أستراليا             | 6     | 0    | 0                |
| ماليزيا              | 5     | 2    | 40.0             |
| السويد               | 5     | 0    | 0                |
| المملكة المتحدة      | 4     | 0    | 0                |
| إيطاليا              | 4     | 0    | 0                |
| الهند                | 3     | 0    | 0                |
| كوريا الجنوبية       | 3     | 0    | 0                |
| إندونيسيا            | 2     | 0    | 0                |
| جنوب إفريقيا         | 1     | 1    | 100.0            |
| الكويت               | 1     | 0    | 0                |
| جمهورية أيرلندا      | 1     | 0    | 0                |
| ماكاو                | 1     | 0    | 0                |
| نيوزيلندا            | 1     | 0    | 0                |
| رومانيا              | 1     | 0    | 0                |
| روسيا                | 1     | 0    | 0                |
| إسبانيا              | 1     | 0    | 0                |
| سويسرا               | 1     | 0    | 0                |
| المجموع ما عدا الصين | 2,769 | 454  | 16.4             |
| المجموع (29 منطقة)   | 8,096 | 774  | 9.6              |
| 1. 2.                |       |      |                  |

احتمال إصابات سارس حول العالم، عام 2003

أصيب أكثر من ثلاثة آلاف شخص ولقي 861 حتفهم في جميع أنحاء العالم منذ أن ظهر لأول مرة في إقليم جوانجدونج الصيني [بحاجة لمصدر]. وحذرت سنغافورة مواطنيها من أن مرض سارس لن يختفي بين يوم وليلة. ولا يزال المرض ينتشر في أكبر مستشفى عام بسنغافورة. وكان مصدر العدوى بها رجل مسن مصاب بعدد من الأمراض أخفت حقيقة إصابته بسارس حيث انتشر الفيروس في المستشفى دون قصد. وأجرت حكومة سنغافورة على أثر ذلك إجراءات فحص مشددة على المسافرين بالطائرات القادمين من المناطق الموبوءة، مثل هونغ كونغ وكندا وتايوان وهانوي وفيتنام.

## العلاج
المضادات الحيوية غير فعالة، لأن وباء السارس مرض فيروسي. واعتبارا من عام 2017، لا يوجد أي لقاح أو علاج وقائي لهُ، يثبت أنه علاج آمن وفعال على حد سواء في البشر.

## علم الأوبئة
لا يزال يعتبر فيروس السارس مرضا نادرا نسبياً مع حدوث 8422 حالة إصابة بهِ بواقع عام 2003.

## اقرأ أيضاً
- جائحة فيروس كورونا 2019-20
- فيروس كورونا الشرق الأوسط
- كارلو أورباني
- فيروس هينيبا

## مصدر
- المفسدون في الأرض، أحمد محمد عوف

## روابط خارجية
- برنامج وثائقي عن فيروس سارس على يوتيوب